# باریکی علیا
باریکی علیا یک منطقهٔ مسکونی در افغانستان است که در ولایت بامیان واقع شده‌است.